# Еквіритмічність
Еквіритмі́чність (лат. aequus — збережений та грец. ρυθμόσ — ритм) — збереження у перекладі поетичного тексту ритмічної структури оригіналу, враховуючи нормативи кожної мови.
На практиці досягти абсолютно точної відповідності в цьому аспекті неможливо, однак чимало перекладачів намагається віднайти найоптимальніший варіант перекладу, враховуючи смислові та естетичні якості оригіналу. Так, еквіритмічної досконалості досяг М. Рильський у своїх перекладах з польської мови «Пана Тадеуша» А. Міцкевича та з російської «Євгенія Онєгіна» О. Пушкіна. Почасти певні ритмо-інтонаційні моменти оригіналу відтворюються еквівалентними, здебільшого синтаксичними засобами (Борис Тен, М. Лукаш, Г. Кочур, В. Мисик, О. Жупанський та інші).
При еквіритмічності перекладач прагне дотриматися й принципу еквілінеарності, тобто порядку строф та рядків оригіналу (переклад Є. Дроб'язка «Божественної комедії» Данте Аліґ'єрі, де відтворено нумерацію кожного розділу та терцини кожної пісні), хоч неминуче натрапляє на труднощі, коли йдеться про специфічні віршові форми (хокку чи танка).